# 양명고등학교
양명고등학교(養明高等學校)는 대한민국 경기도 안양시 만안구 안양동에 있는 사립 고등학교이다.

## 학교 연혁
- 1967년 12월 30일 : 학교법인 은구학원 설립인가(초대 이사장 김명찬 선생 취임)
- 1973년 6월 20일 : 학교법인 해송학원 설립인가
- 1974년 3월 9일 : 해송고등학교 개교식(6학급), 초대 교장 윤태림 박사 취임
- 1976년 11월 26일 : 학교법인 해송학원을 학교법인 은구학원에 합병
- 1977년 2월 26일 : 해송고등학교를 양명고등학교로 개명
- 1977년 12월 28일 : 10개 교실 증축완공(총 1,738평)
- 1980년 11월 4일 : 1학급 증설(총 36학급)
- 1981년 6월 15일 : 강당 및 체육관 준공(총건평 752평), 테니스장 준공(2면)
- 1983년 6월 15일 : 도서관 준공식(640석)
- 1985년 9월 10일 : 도서관 3층 증축 완공(총 1,240석)
- 1987년 10월 24일 : 은구 생활관 준공 개관(85명)
- 2009년 2월 8일 : 제33회 졸업식(졸업생 총 19,242명 배출)
- 2021년 12월 23일 : 제4대 이사장 김정우 선생 취임
- 2023년 3월 1일 : 제12대 교장 박억성 선생 취임

## 참고 자료
- 양명고등학교 - 한국교육학술정보원 학교알리미